# Aeroportul Elista
Aeroportul Elista (IATA: ESL, ICAO: URWI) este un aeroport din Elista, Elista Urban Okrug⁠(d), Kalmîkia, Rusia ce deservește zona Elista. Aeroportul a fost tranzitat în 2017 de 10.898 de pasageri. A fost numit după zona deservită.
Situat la o altitudine de 153 m, aeroportul dispune de 1 pistă.

## Infrastructură

### Piste
Aeroportul dispune de o singură pistă. Pista are orientarea 09/27. 